# معركة سان جاسينتو

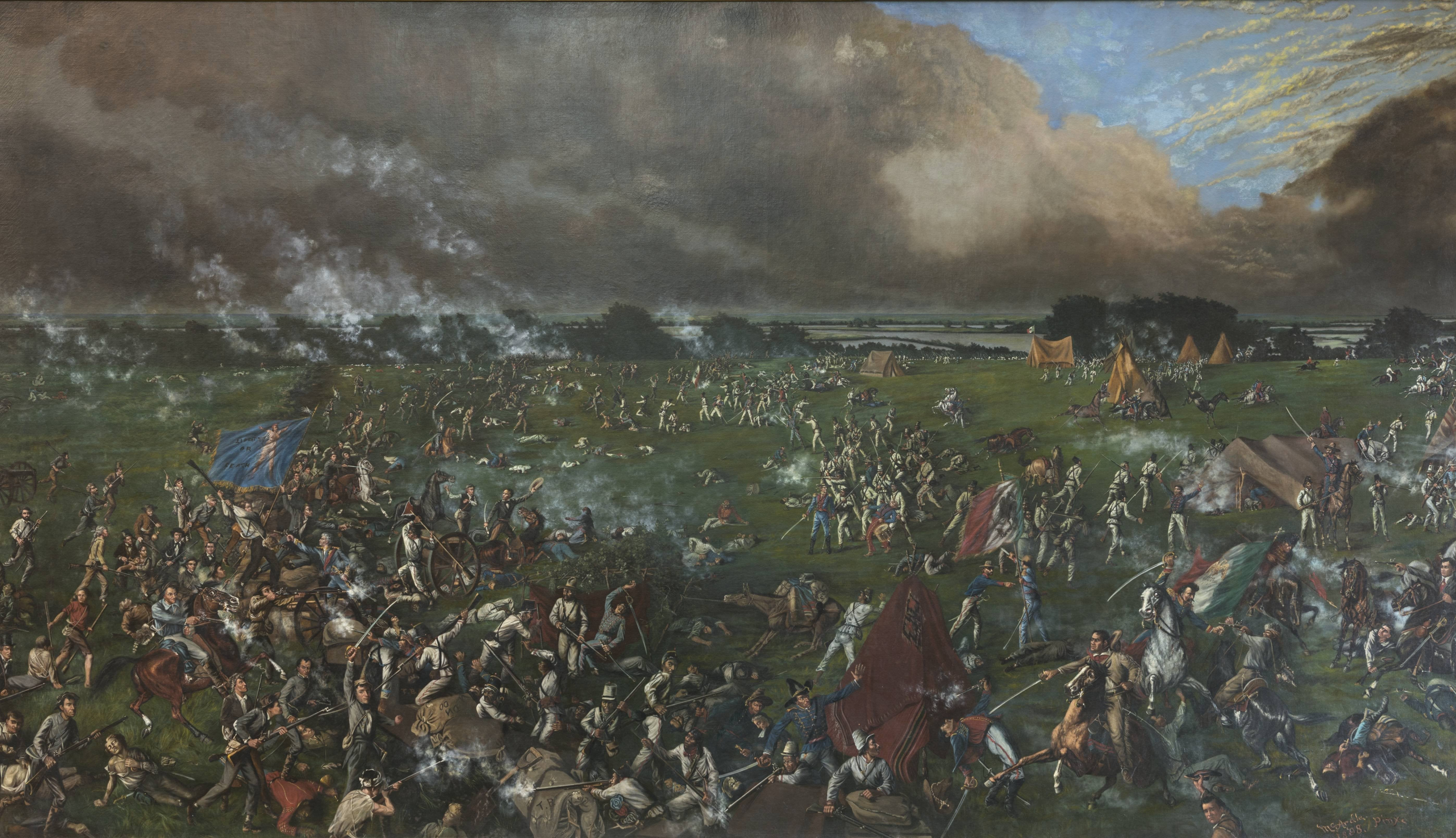
لوحة تصور معركة سان جاسينتو.

معركة سان جاسينتو (بالإنجليزية: Battle of San Jacinto)‏ هي معركة حصلت في 21 أبريل 1836 حيث تقع مقاطعة هاريس، تكساس وكانت معركة حاسمة في ثورة تكساس. قاد المعركة الجنرال سام هيوستن، حيث قام الجيش التكساسي بهزيمة الجيش المكسيكي بقيادة أنطونيو لوبيز دي سانتا أنا في عراك دام 20 دقيقة فقط. تم قتل حوالي 630 جندي مكسيكي وأسر حوالي 730، بينما مات فقط 9 جنود من تكساس.
تم القاء القبض على سانتا آنا، رئيس المكسيك في اليوم التالي والحجز عليه كأسير حرب. بعد ثلاث أسابيع قام بتوقيع معاهدة سلام تنص على مغادرة الجيش المكسيكي المنطقي وتمهيد الطريق إلى إنشاء جمهورية تكساس كدولة مستقلة.